# Jean II của Pháp
Jean II của Pháp (26 tháng 4 năm 1310 – 8 tháng 4 năm 1364), còn được gọi Jean le Bon, giữ ngôi vua nước Pháp từ 1350 tới 1364. Là con trai của vua Philippe VI và Jeanne của Bourgogne, Jean II là vị quân vương thứ hai của nhà Valois.
Philippe VI, cha của Jean II, là em họ của vị vua tiền nhiệm Charles IV. Năm 1328, Philippe VI lên ngôi do nước Pháp muốn tránh ngai vàng rơi vào tay Edward III của Anh, người thừa kế gần hơn nhưng theo họ ngoại. Vương triều mới, đối mặt với cuộc khủng hoảng của chế độ phong kiến, với những thất bại trong giai đoạn đầu của Chiến tranh trăm năm và những trận dịch hạch lớn, đã nhanh chóng mất sự tín nhiệm của dân chúng. Luôn phải đối đầu với Charles II, vua của Navarra và là người thừa kế ngai vàng gần hơn, Jean II điều hành đất nước cùng với những nhân vật thân cận bí mật của mình. Lợi dụng sự lộn xộn của nước Pháp và sự vượt trội về quân sự, người Anh, do Edward III và con trai là Hoàng tử Đen chỉ huy, mở lại cuộc chiến vào năm 1355.
Ngày 19 tháng 9 năm 1356, Jean le Bon thất bại và bị bắt làm tù binh trong trận Poitiers, mặc dù trước đó đã xây dựng lại quân đội. Nước Pháp chìm đắm trong sự hỗn độn. Hội nghị ba đẳng cấp do Étienne Marcel và Robert Le Coq dẫn đầu nắm lấy quyền lực ở Paris với ý định đưa Charles của Navarre lên đứng đầu nền quân chủ. Năm 1358, Étienne Marcel phát động cuộc nổi dậy, nhưng Thái tử, tức vua Charles V tương lai, được chỉ định trị vì và đảo ngược tình thế. Jean le Bon quay lại nước Pháp năm 1360 sau khi đã ký kết hiện định Brétigny, nhượng một phần ba nước Pháp cho Edward III để đổi lấy tự do.
Jean le Bon quay trở lại đối mặt với rất nhiều khó khăn. Phải trả món tiền chuộc khổng lồ trong khi ngân sách hoàng gia ngày càm giảm sút. Jean ổn định tiền tệ bằng cách tạo ra đồng Franc nhưng các đám lính đánh thuê cướp phá nông thôn và phong tỏa nền thương mại. Nỗ lực chấm dứt tình hình hỗn loạn của Jean thất bại khi quân đội hoàng gia bại trận ở Brignais. Được Giáo hoàng Innocent VI ủng hộ và cung cấp tài chính, Jean còn phát động cuộc thập tự chinh chống lại người Thổ. Tiếp tục thất bại, Jean trở về Avignon 15 ngày sau khi Giáo hoàng Innocent VI qua đời.
Năm 1363, một trong những con trai của Jean đang bị giữ làm con tin ở Anh bỏ trốn. Jean le Bon, tôn trọng luật danh dự, quay lại thế chỗ người con trai và mất tại London vào ngày 8 tháng 4 năm 1364.

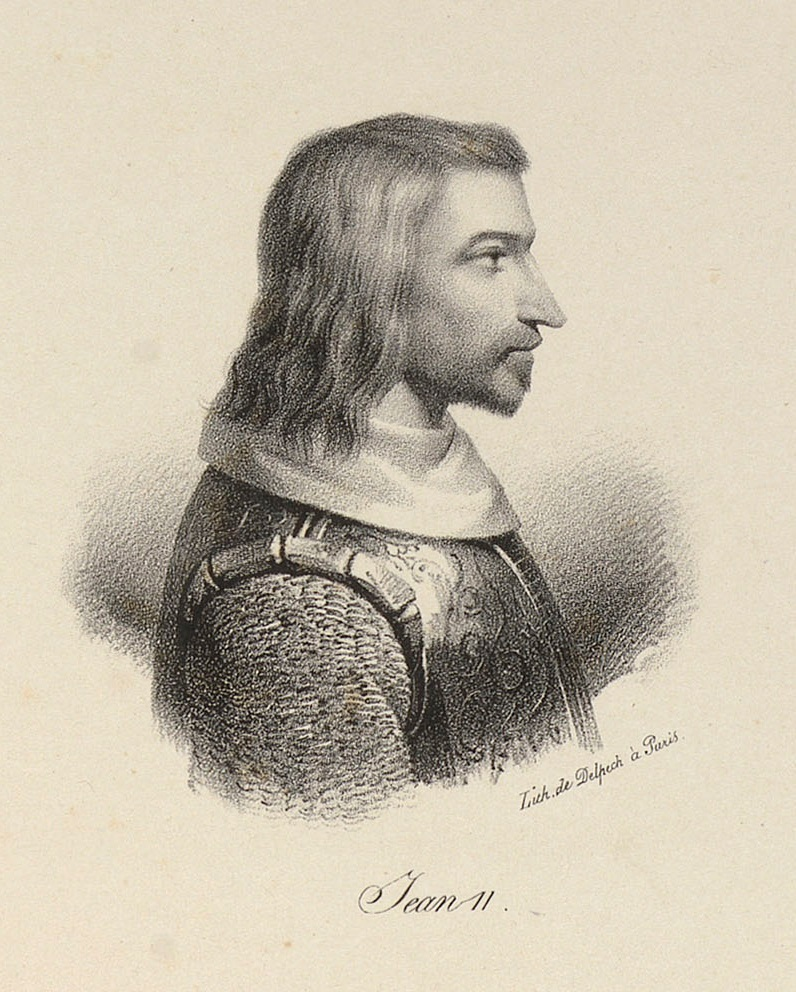
Jean II.

## Người thừa kế một triều đại mới
Jean de Valois sinh ngày 26 tháng 4 năm 1319 tại lâu đài Gué-de-Mauny gần Le Mans. Cha của Jean, Philippe de Valois, là em họ vua Charles IV, lên ngai vàng năm 1328 trở thành Philippe VI, vị vua đầu tiên của nhà Valois. Việc Philippe VI lên ngôi là lựa chọn chính trị trong một giai đoạn phức tạp. Sau khi Charles IV qua đời không có nối dõi, người thừa kế gần nhất của ngai vàng nước Pháp là Edward III của Anh, cháu gọi Charles IV bằng cậu. Tránh để ngai vàng rơi vào tay một người nước ngoài, Philippe VI, con trai Charles de Valois, cháu nội vua Philippe III, được chọn làm người thừa kế. Việc loại bỏ Edward III trở thành một trong những nguyên nhân của cuộc chiến tranh Trăm năm và việc các vị vua Anh tự nhân thêm tước hiệu Vua Pháp trong nhiều thế kỷ.
Khi Philippe VI lên ngôi vào mùa xuân năm 1328, Jean là người con trai duy nhất của Philippe với người vợ đầu, Jeanne của Bourgogne. Năm 1332, Charles của Navarre, cháu ngoại Louis X của Pháp và là cháu nội của Edward II của Anh, ra đời, trở thành người thừa kế gần hơn Jean. Philippe VI quyết định tổ chức hôn nhân cho Jean, củng cố liên minh hoàng tộc và dành cho Jean thái ấp ở Normandie. Tuy Philippe VI từng có ý định kết nối Jean với Eleanor, em gái Edward III, nhưng cuối cùng, Jean tổ chức hôn lễ cùng Jutta của Bohemia.
Ngày 26 tháng 4 năm 1332, Philippe VI tuyên bố Jean đã trưởng thành, nhận được thái ấp ở Normandie, Anjou và Maine. Tới ngày 28 tháng 7, hôn lễ của Jean và Jutta được tổ chức ở nhà thờ Đức Bà Melun với 6 ngàn khách mời. Hai tháng sau đó, buổi lễ trao binh giáp cho Jean được tổ chức tại nhà thờ Đức Bà Paris. Jean trở thành Công tước của Normandie, đồng thời là Bá tước của Anjou và Maine.